# Seimone Augustus
Seimone Delicia Augustus (Baton Rouge, 30 de abril de 1984) é uma basquetebolista profissional estadunidense que atualmente joga pelo Los Angeles Sparks na Women's National Basketball Association. Augustus é umas das principais jogadoras da WNBA, ganhando prêmios como o de MVP das Finais de 2011, quando liderou o Lynx ao título da WNBA, o primeiro de três que ela ganhou com a equipe.

## Carreira

### WNBA

#### Minnesota Lynx (2006–presente)
Saída da Universidade do Estado da Luisiana (LSU), foi a primeira escolha geral do Draft da WNBA de 2006, escolhida pelo Minnesota Lynx. Augustus terminou sua temporada de estréia com médias de 21,9 pontos por jogo. Em 20 de agosto, ela foi nomeada Revelação do Ano.
Após sofrer algumas lesões em 2009 e 2010. Em 2011, ela se uniu a armadora Lindsay Whalen, a Ala-pivô Rebekkah Brunson e a primeira escolha do Draft Maya Moore, juntas lideraram o Lynx a melhor campanha na temporada regular com 27 vitórias e apenas 7 derrotas. Nos Playoffs venceram o San Antonio Stars e Phoenix Mercury nas finais de conferência. Nas Finais o Lynx varreu o Atlanta Dream por 3 a 0, e Augustus foi nomeada por unanimidade MVP das Finais.

### Outras ligas
Augustus também foi duas vezes campeã da EuroCup em 2008, 2009 e eleita MVP da temporada de 2009.